# 金寶城市
金寶城市（英語：City of Campbelltown）是南澳州的地方政府區域，位於阿德萊德東北市郊，距阿德萊德郵政總局約6公里。
金寶城市北鄰茶樹涌市，東接阿德萊德山區議會，南臨濱世市，西連諾活卑尼咸及聖彼得市，西北方則為阿德萊德港恩埠市。阿德萊德重要河道多倫士河，亦流經本市西北。

## 歷史
金寶城市的起源，可追溯至1856年成立的卑尼咸區議會（District Council of Payneham）。它原是1853年成立的東多倫士區議會（District Council of East Torrens）的一部分，但由於東多倫士區議會之轄地過大，為提高地區管治效率，最終於1856年被分為三部分，卑尼咸區議會便是其一。
1867年，為了讓卑尼咸以西地區居民的利益得到代表，該區從卑尼咸區議會分出，劃為史沓尼區議會。翌年2月27日，卑尼咸區議會更名為金寶城區議會（District Council of Campbelltown）。這次更名，是在1867年12月9日於記連德旅館的會議上決定，「金寶」一名則取自查理斯．占士．霍斯．金寶。史沓尼區議會在1930年代易名為卑尼咸區議會，成為史上另一個以卑尼咸為名的區議會。
1946年1月1日，金寶城區議會升格為金寶城鎮，並擁有自己的市政辦公室。1960年5月6日，金寶城鎮升格為市級行政區，為金寶城市。

## 市政局
金寶城市政局是金寶城市的市政機關。
下表為現屆議員，任期由2018年至2022年。

| 選區                  | 議員              | 備註 |
| --------------------- | ----------------- | ---- |
|                       | Jill Whittaker    | 市長 |
| 哥治（Gorge）         | Dom Barbaro       |      |
| 哥治（Gorge）         | Johanna McLuskey  |      |
| 赫達圍（Hectorville） | Luci Blackborough |      |
| 赫達圍（Hectorville） | John Kennedy      |      |
| 紐頓（Newton）        | Elena Casciano    |      |
| 紐頓（Newton）        | Anna Leombruno    |      |
| 河川（River）         | Sue Irvine        |      |
| 河川（River）         | Matthew Noble     |      |
| 活科（Woodforde）     | Therese Bonomi    |      |
| 活科（Woodforde）     | John Flynn        |      |

## 市內著名地點

### 洛勤（Lochend）
1842年，金寶於多倫士河一帶平原買入第309及310地皮，建造了一座房子，取名「洛勤」（Lochend），名稱取自其家族在蘇格蘭的祖籍。建築物採用河石建造，包括灰泥門廊、大廳、起居室，以及模造天花版。其後，金寶加建了三間睡房和一個地窖。房子的花園佔地4英畝（1.6公頃），另有部分面積作為牧地。1849年，金寶又把整塊土地其中16英畝（6.5公頃）分出，設置了40個花圃，並以「金寶城」命名。
1852年，金寶將房子租予占士．史葛，當時房子有六個房間。6年後，金寶將洛勤以2600鎊售予史葛，後者在此居住直至1875年。史葛家庭將房子擴建至11個房間，並加設馬棚、一幢車房屋和一個小屋，周邊環繞著菜園、果園和種植農作物的土地。下一任房主曼迪（David Mundy），是一位退休牧羊人。他建造了兩層的房子「洛奇爾公園」（Lochiel Park），位於洛勤的南方。由1898年至1957年，洛勤和洛奇爾公園均由鶴斯（Hobbs）家族擁有或居住。1947年，鶴斯家族將兩幢房子售予南澳州政府，其中洛奇爾公園被改為少年感化學校。
八十年代初，洛勤的業權轉交予金寶城市政局。此時房子已經空置，部分更已拆卸，整個建築物的狀況開始惡化，甚至幾乎無法恢復。1998年，金寶城市政局開始著手挽救這幢建築物，並在金寶城歷史學會（Campbelltown Historical Society）的指導下將房子復修至貼近原貌，其後更於2004年2月29日重新開放。

### 洛奇爾公園（Lochiel Park）
2004年，南澳政府宣佈會建設一個生態村，名為洛奇爾公園（Lochiel Park），取代該處原有的一所少年感化學校。公園的範圍西至多倫士河、北至洛勤一帶、東至鶴斯（Hobbs）、東南為奧班（O-Bahn），南邊為濕地。
南澳州州長麥克·朗宣佈這一項目時表示：「我希望南澳州成為推動綠色生活的世界先驅。洛奇爾公園將會成為國家的『綠色村』模範，並結合生態可持續發展的科技。」當局亦指出，公園具有教育意義，有助公眾和各行各業認識到住屋與土地可持續發展的議題。
2006年，該生態項目開始發展，及至2010年，當地已有60名居民。 2019年，洛奇爾公園獲得「綠旗獎」（Green Flag Award），這個獎項主要用作嘉許世界各地管理完善的公園或綠色空間。洛奇爾公園亦成為南澳州首個獲頒綠旗獎的地方，更是澳洲目前獲得該獎的十個地方之一。

## 地域行政分區及郵政編碼
| 地區（英）   | 地區（中） | 郵便編號 |
| ------------ | ---------- | -------- |
| Athelstone   | 亞埠士頓   | 5076     |
| Campbelltown | 金寶城     | 5074     |
| Hectorville  | 赫達圍     | 5073     |
| Magill       | 墨喬       | 5072     |
| Newton       | 紐頓       | 5074     |
| Paradise     | 北樂提     | 5075     |
| Rostrevor    | 羅士卓霍   | 5073     |
| Tranmere     | 燦美爾     | 5073     |

## 資料來源與註釋
1. ↑   (PDF). The Government of South Australia.   [17 April 2017]. （原始内容 (PDF)存档于2019-03-27）.
2. ↑  Australian Bureau of Statistics. . 2016 Census QuickStats. 27 June 2017  [16 November 2017].
3. ↑  . Australian Bureau of Statistics. 27 March 2019  [31 December 2019]. （原始内容存档于2019-03-27）. Estimated resident population (ERP) at 30 June 2018.
4. ↑  Marsden, Susan.  (PDF). 2012  [15 April 2016]. （原始内容 (PDF)存档于2016-03-17）.
5. ↑  . City of Campbelltown.   [15 April 2016]. （原始内容存档于2011-08-13）.
6. ↑  .   [2020-05-03]. （原始内容存档于2018-11-26）.
7. ↑  . Campbelltown.sa.gov.au. City of Campbelltown.   [9 March 2011]. （原始内容存档于12 March 2011）.[永久]
8. ↑  . South Australian History Network.   [2020-04-26].[]
9. ↑  Interview with Campbelltown City Councillor Mike Boyle[永久], 27 May 2005, 89.7 PBA FM, about the restoration of Lochend House. (Audio (MP3) 2.5Mb), www.learningworksradio.com
10. ↑  . Renewal SA.   [2020-04-30]. （原始内容存档于2021-04-21）.
11. ↑   (PDF). Renewal SA.   [2020-04-30]. （原始内容存档 (PDF)于2021-03-23）.
12. ↑  . Architecture and Design.   [21 May 2009]. （原始内容存档于2021-05-01）.
13. ↑  . Campbelltown.sa.gov.au. City of Campbelltown.   [9 March 2011]. （原始内容存档于2011-03-12）.
14. ↑  . East Torrens Messenger. 9 March 2011.
15. ↑  Whitford, Jane. . East Torrens Messenger. 22 June 2010  [10 March 2011]. （原始内容存档于2012-03-19）.
16. ↑  . City of Campbelltown.   [2020-05-03]. （原始内容存档于2021-03-05）.

## 外部連結
- 金寶城市官方網站 （页面存档备份，存于）
- City of Campbelltown community profile